# Hegetòria
Hegetòria (en grec antic: Ἡγητορία) va ser, segons la mitologia grega, una nimfa de l'illa de Rodes que es va casar amb Òquim, el rei de l'illa. Amb ell va tenir una filla, Cidipa, que es va casar amb el seu oncle Cèrcaf, que va succeir al seu germà en el tron.
Una altra tradició explica que Òquim havia promès la seva filla Cidipa a un tal Ocridió. Però quan Ocridió va enviar un herald a buscar-la, Cèrcaf, enamorat de la seva neboda, la va segrestar i va fugir amb ella ben lluny. Va tornar molt més tard, quan Òquim ja era vell.